# Noël des enfants qui n'ont plus de maison
Noël des enfants qui n'ont plus de maison (“Natale dei bambini che non hanno più una casa”) è un canto natalizio e, al tempo stesso, una canzone contro la guerra, scritta dal compositore francese Claude Debussy, autore sia delle parole che della melodia, nel dicembre del 1915 e pubblicata l'anno seguente a Parigi dall'editore Durand.

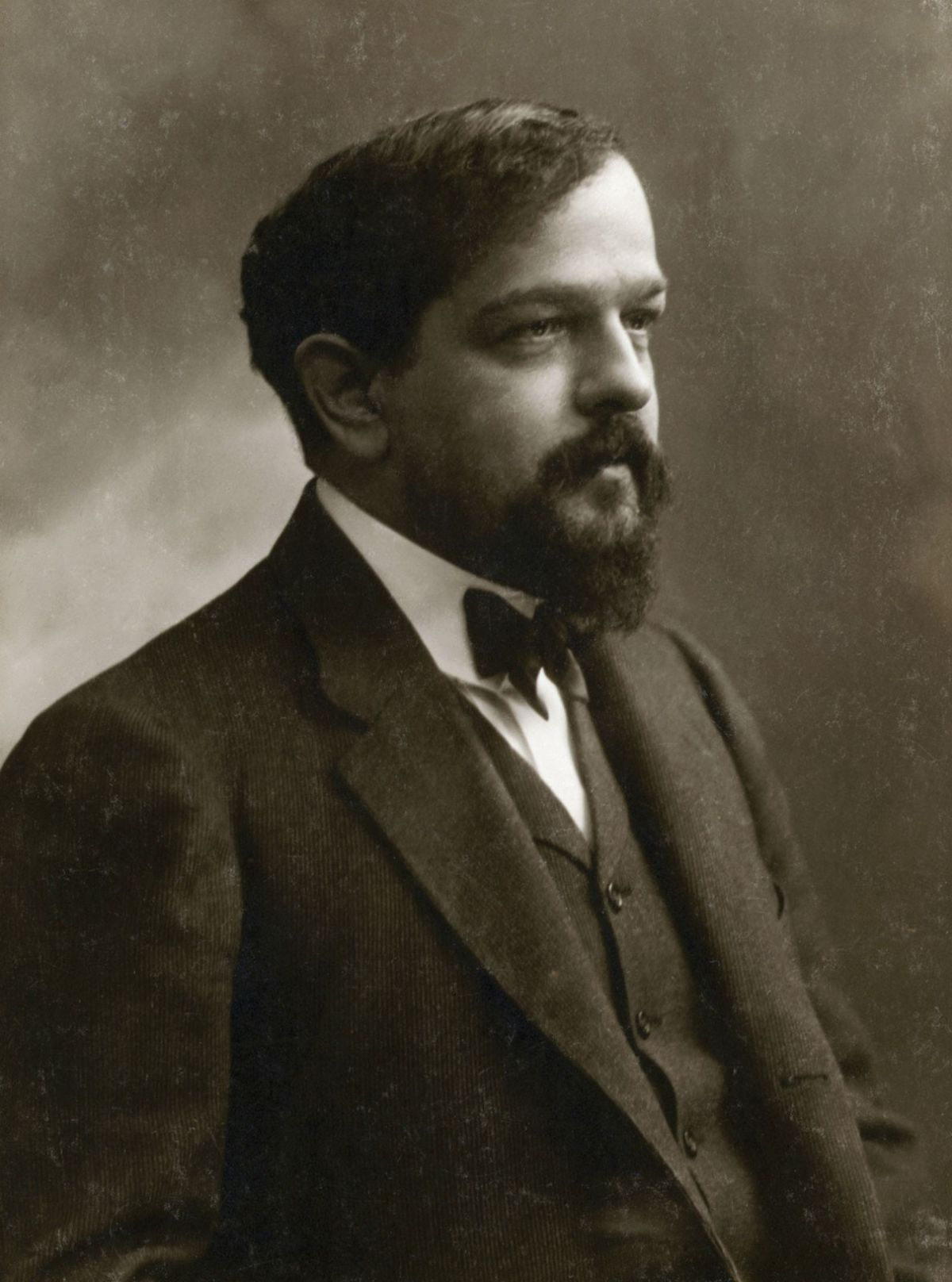
Claude Debussy (1862- 1918)

La canzone composta in piena prima guerra mondiale, è una condanna dell'invasione tedesca in Francia.
Il brano è stato concepito inizialmente per voce e pianoforte.

## Storia
Nel dicembre 1915 Debussy, malato gravemente di cancro da molto tempo, doveva sottoporsi a un delicato intervento chirurgico per rallentare l'avanzamento della malattia. Pochi giorni prima, come suo piccolo contributo contro la guerra, compose due brevi brani; il primo, Élégie, per pianoforte, scritta per le Pages inédits sur la femme et la guerre, raccolta di brani venduti in aiuto delle vittime della guerra. Il secondo pezzo fu Noël des enfants qui n'ont plus de maison, una lirica per canto e pianoforte di cui il musicista fece in seguito una seconda versione per coro di bambini e pianoforte, da lui preferita; infatti egli disse che "le voci femminili diventano subito fintamente drammatiche. Altrimenti, ed è anche peggio, imitano quelle delle bambine"
La composizione fu eseguita per la prima volta a Ginevra il 9 marzo 1916 al Casino St. Pierre e fu in seguito interpretata più volte nel periodo bellico, ottenendo grande successo; Debussy però non ne fu molto contento poiché vedeva negli applausi solo un entusiasmo patriottico senza nessuna considerazione sul valore artistico del suo lavoro.

## Testo
Il testo è molto triste: si presenta come una preghiera da parte di bambini francesi rimasti orfani e senzatetto, che invocano Gesù Bambino, affinché vendichi loro e i bambini belgi, polacchi e serbi, infliggendo agli invasori tedeschi una severa punizione, ovvero quella di non render loro visita, non solo il giorno di Natale, ma anche in seguito. E per questo Natale, non chiedono in dono giocattoli, ma il pane per sopravvivere, oltre che la Francia possa vincere la guerra:
Nous n'avons plus de maisons !

Les ennemis ont tout pris, tout pris, tout pris,

Jusqu'à notre petit lit!

Ils ont brûlé l'école et notre maître aussi,

Ils ont brûlé l'église et monsieur Jésus-Christ,

Et le vieux pauvre qui n'a pas pu s'en aller!

Nous n'avons plus de maisons!

Les ennemis ont tout pris, tout pris, tout pris,

Jusqu'à notre petit lit!
Bien sûr! Papa est à la guerre,

Pauvre maman est morte!

Avant d'avoir vu tout ça.

Qu'est-ce que l'on va faire ?

Noël, petit Noël, n'allez pas chez eux, n'allez plus jamais chez eux, punissez-les !

Vengez les enfants de France !

Les petits Belges, les petits Serbes, et les petits Polonais aussi !

Si nous en oublions, pardonnez-nous.

Noël ! Noël ! surtout, pas de joujoux,

Tâchez de nous redonner le pain quotidien.
Nous n'avons plus de maisons!

Les ennemis ont tout pris, tout pris, tout pris.
Jusqu'à notre petit lit!

Ils ont brûlé l'école et notre maître aussi,

Ils ont brûlé l'église et monsieur Jésus-Christ,

Et le vieux pauvre qui n'a pas pu s'en aller !
Noël ! Écoutez-nous, nous n'avons plus de petits sabots !

Mais donnez la victoire aux enfants de France.

## Versioni discografiche
Tra i cantanti e gruppi corali che hanno inciso il brano, vi sono:
- Pierrette Alarie
- Victoria de los Ángeles con Gonzalo Soriano al pianoforte
- Nina Dorliac
- Véronique Gens
- Petits Chanteurs de Paris
- Spivey Hall Children's Choir